# Kia Tasman

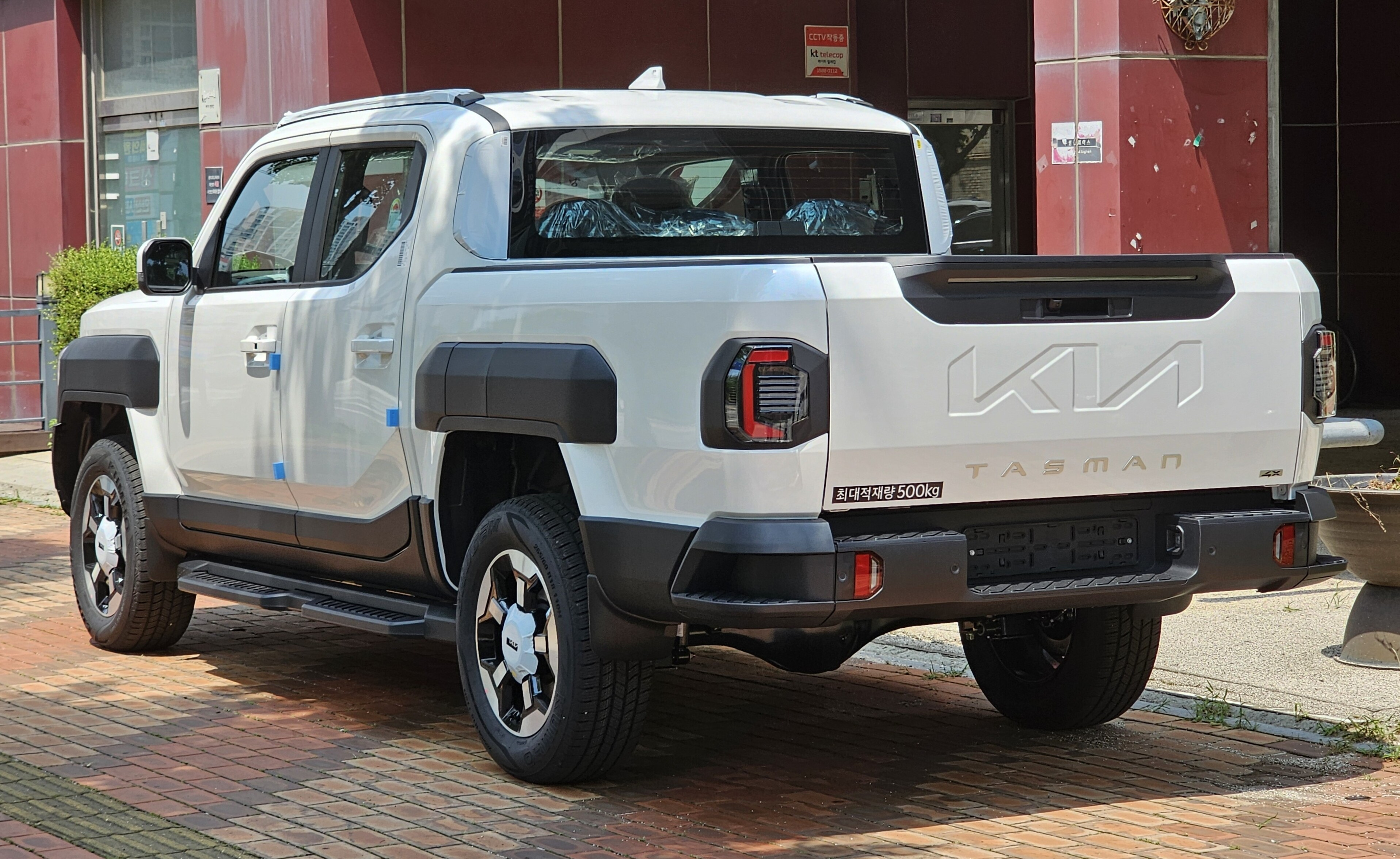
Heckansicht

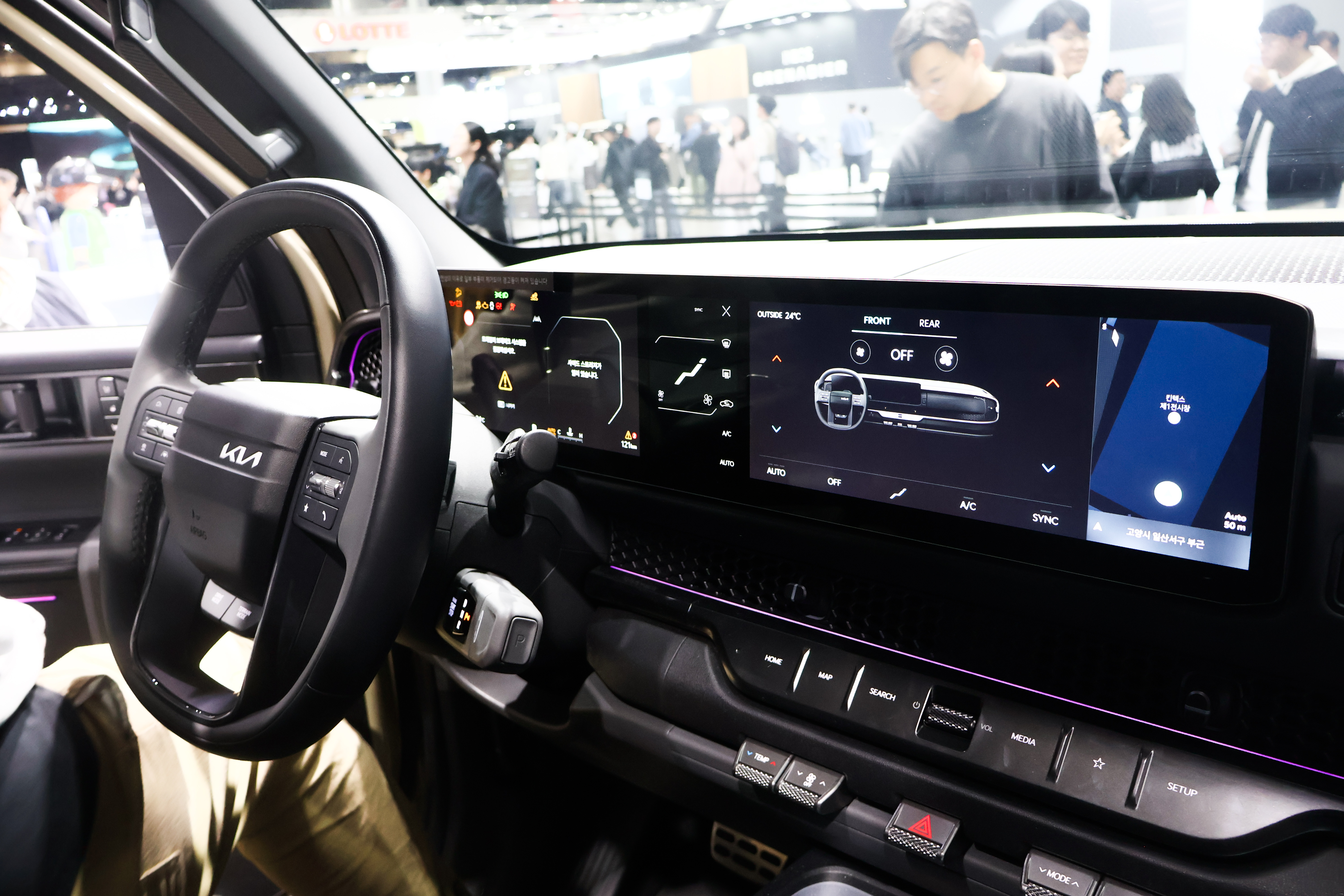
Innenansicht

Der Kia Tasman ist der erste Pick-up des südkoreanischen Automobilherstellers Kia.

## Geschichte
Ein erstes Bild des noch getarnten Tasman veröffentlichte Kia im April 2024. Offiziell vorgestellt wurde das Fahrzeug im Oktober 2024 auf der Jeddah International Motor Show in Saudi-Arabien. Die Markteinführung erfolgte Anfang 2025 in Asien und Australien. Eine Vermarktung in Europa und Nordamerika ist nicht geplant. Gebaut wird das Fahrzeug in Südkorea, benannt ist es nach der australischen Insel Tasmanien.

## Sicherheit
Im Sommer 2025 wurde der Tasman vom Australasian New Car Assessment Program (ANCAP) auf die Fahrzeugsicherheit getestet. Er erhielt fünf von fünf möglichen Sternen.

## Technische Daten
Der rund 5,40 Meter lange Tasman ist mit Einzel- oder Doppelkabine erhältlich und baut auf einem Leiterrahmen auf. Er hat eine Doppelquerlenker-Vorderachse und eine starre Hinterachse. Den Wagen gibt es entweder mit einem 207 kW (281 PS) starken 2,5-Liter-Ottomotor oder mit einem 154 kW (210 PS) starken 2,2-Liter-Dieselmotor.
|                                             | 2.5 T-GDI                  | 2.2 D4                     |
| Bauzeitraum                                 | seit 02/2025               | seit 04/2025               |
| Motorkenndaten                              |                            |                            |
| Motortyp                                    | R4-Ottomotor               | R4-Dieselmotor             |
| Hubraum                                     | 2497 cm³                   | 2151 cm³                   |
| max. Leistung bei min−1                     | 207 kW (281 PS) / 5800     | 154 kW (210 PS) / 3800     |
| max. Drehmoment bei min−1                   | 421 Nm / 1750–4000         | 440 Nm / 1750–2750         |
| Kraftübertragung                            |                            |                            |
| Antrieb, serienmäßig                        | Hinterradantrieb           | Allradantrieb              |
| Antrieb, optional                           | Allradantrieb              | —                          |
| Getriebe, serienmäßig                       | 8-Stufen-Automatikgetriebe | 6-Gang-Schaltgetriebe      |
| Getriebe, optional                          | —                          | 8-Stufen-Automatikgetriebe |
| Messwerte                                   |                            |                            |
| Höchstgeschwindigkeit                       | 185 km/h                   | 185 km/h                   |
| Beschleunigung, 0–100 km/h                  | 8,5 s                      | 10,4 s                     |
| Kraftstoffverbrauch auf 100 km (kombiniert) | 11,6–13,5 l Super          | 7,4–8,1 l Diesel           |
| Tankinhalt, serienmäßig                     | 80 l                       | 80 l                       |